# Масонская ложа города Кольмар
Масонская ложа в городе Кольмаре (департамент Верхний Рейн, Франция) — исторический памятник и действующий масонский храм Великого востока Франции.

## Местоположение
Здание расположено на 37 авеню Клемансо в Кольмаре.

## История
Здание было построено в 1906 году на личные средства Вильгельма II.
На первом этаже находится масонский храм под названием «храм республики». Именно в этом месте, где располагаются ещё 6 лож, находится ложа «Клемансо».
Стены фасада и ворота с оградой являются предметом исторического наследия и зарегистрированы в качестве исторического памятника с 9 февраля 2007 года.

## Архитектура
Здание имеет квадратную форму, выполнено в рейнском романтическом стиле и включает в себя выступающий, смещённый от центра, фасад со стороны улицы и башенку с лестницей, выходящую во двор.
Многие масонские символы присутствуют в качестве различных элементов деревянной отделки, в скульптурах, росписи и витражах.